# Os Olhos Azuis de Yonta
Os Olhos Azuis de Yonta (em crioulo Udju azul di Yonta) é um filme de 1992 do cineasta guineense Flora Gomes, uma co-produção entre a Guiné-Bissau, Portugal e França.
É a segunda longa-metragem de Flora Gomes dando continuidade temática a Mortu Nega, revendo as mesmas questões de fundo, as do seu país perante a História. Regressa-se aos temas do trauma e da esperança, mas alterando o tempo do enredo, em que os mesmos problemas manifestam-se de outro modo.
O New York Times refere-se assim ao filme: «Cheio de sensibilidade, o filme de Flora Gomes dá-nos a visão de uma sociedade africana pós-colonial no ponto de perder a esperança».

## Sinopse
Em modo de comédia dramática, entre os pequenos nadas do medo e do desejo, temos primeiro um ser humano, aqui como em qualquer lado do mundo. Temos uma «rapariga, muito bonita, apaixonada por um homem muito triste». Temos um velho combatente, distraído com os seus velhos ideais e seus novos negócios, que não vê o fraquinho que por ele tem a Mulata de olhos azuis. Bela como é, não desdenha a moda. Alheio aos estratagemas do capitalismo e aos dramas do seu país em rotura, um terceiro e estranho personagem existe: um jovem conterrâneo de Yonda, que lhe envia de Paris missivas românticas e absurdas.
Já fora do triângulo, a quarta personagem da história é a cidade de Bissau. Descreve-a assim Flora Gomes: «Vi Bissau rejuvenescer, quase diariamente contra a vontade dela. Vi-a mudar de forma, de dimensão de papel. Ouvi-a mudar de língua, de sonho e de destino. Enfim, senti-a conforme o tempo passava, mudar de ritmo».
Mudar o ritmo africano? Por algum bom motivo com isso chocado, Flora Gomes resolve dar a ver a coisa como comédia, ou, como outros a vêem, como melodrama romântico. «África não é só aquela que chora, mas a que ri e chora».

## Ficha artística
- Maysa Marta – Yonta
- António Simão Mendes – Vicente
- Pedro Dias – Zé
- Diana Vaz – Maria
- Mohamed Seidi – Amílcar
- Bia Gomes – Belante

## Dados técnicos
- Argumento e diálogos – Flora Gomes, Ina Césaire, David D. Lang, Manuel Rambout Barcelos
- Realização – Flora Gomes
- Produção – Vermedia
- Co-produção com: Arco-Íris (Guiné-Bissau). Euro Creation Production (Paris), RTP.
- Produtor executivo – Paulo de Sousa
- Direcção de produção – Ângela Cerveira e Ana Costa.
- Fotografia – Dominique Gentil
- Assistente de imagem – Octávio Espírito Santo
- Som – Pierre Donnadieu
- Guarda-roupa – Seco Faye e Terersa Campos
- Música – Atchutchi Ferreira
- Montagem – Dominique Paris e Anita Fernandez
- Género – ficção (comédia dramática])
- Formato – 35 mm cor
- Duração – 90’
- Estreia – 5 de Fevereiro de 1993 (Portugaj), 26 de Maio de 1993 (França)

## Festivais e mostras
- 1992 – Festival de Cannes – Un Certain Regard
- 1992 – Festival de Cartago – Tanit de Bronze
- 1992 – Festival de Salónica, Grécia - Prémio do Júri
- 1992 – New Directors and New Films Festival (EUA – Nova YorK)
- 1998 – Montclair State University International Film Festival (EUA)
- 2000 - Febio Film Festival (República Checa)
- 2003 – Ciclo de Cinema Lusófono, Luanda, 17 a 27 de Novembro
- 2005 –  Ciclo na 20ª Mostra Brasileira de Cinema
- 2006 –  Referência no San Francisco International Film Festival
- 2006 – Referência na 16ª Mostra Internacional de Cinema de São Paulo
- 2006 – Referência no Festival de Cinema Africano (Março e Abril)
- 2006 –  Referência em Mundo Lusíada
- 2006 – Festival de Ouagadougou – Prémio melhor actriz (Bia Gomes)